# Egentliga tanrekar
Egentliga tanrekar (Tenrecinae) är en underfamilj i familjen tanrekar med fem arter fördelade på fyra släkten.
- Vanlig tanrek (Tenrec ecaudatus)
- Halvtanrekar (Hemicentetes), med 2 arter
- Större igelkottanrek (Setifer setosus)
- Mindre igelkottanrek (Echinops telfairi)

Arterna förekommer nästan uteslutande på Madagaskar, bara vanlig tanrek finns även på andra öar i området.
Setifer setosus och Echinops telfairi kännetecknas av många taggar på bakkroppen, de liknar på så sätt igelkottar. Hos de två andra släktena liknar håren borstar och de har bara ett fåtal taggar som är vitt utspridda. Arterna utmärks av en spetsig nos. Svansen saknas eller förekommer bara rudimentärt.

## Levnadssätt
Egentliga tanrekar är huvudsakligen aktiva på natten. På dagen vilar de i sina bon. Med undantag av släktet Hemicentetes lever varje individ ensam. Födan utgörs huvudsakligen av ryggradslösa djur som insekter, daggmaskar och blötdjur. Mindre ryggradsdjur äter de bara i enskilda fall.
Randiga tenrekar (Hemicentetes) har visat sig ha ett sätt att på avstånd kommunicera med artfränder genom att snabbt gnida vissa taggar på ryggen, en sorts biosonar. Detta åstadkommer ett ultraljud av hög frekvens, som kan uppfattas av tentiva partner..

## Fortplantning
Parningen sker under våren på södra halvklotet (oftast från september till oktober). Efter dräktigheten som varar i 45 till 70 dagar föder honan två till 15 ungdjur. Hos vanlig tanrek går kullen ibland upp till 32 ungdjur, något som är rekord bland däggdjuren. Ungdjuren växer mycket fort och redan efter första vintern kan de para sig för första gången.